# Clearex Chorzów
Il Futsal Klub Clearex Chorzów è un club polacco di calcio a 5 con sede a Chorzów.

## Storia
Nato nel 1995, nella sua storia si è assicurato 5 campionati polacchi, tre coppe nazionali ed una supercoppa, questi titoli ne fanno la squadra più titolata di Polonia davanti al P.A. Nova Gliwice. Nella stagione 2007/2008 disputa la massima divisione del Campionato polacco di calcio a 5 ed è giunta nuovamente alla fase finale dell UEFA Futsal Cup. Nelle coppe europee le migliori stagioni sono state nel 2001/2002 con l'approdo al girone di qualificazione alle semifinali, ma soprattutto nella stagione 2006/2007 dove è arrivata a pari merito con l'Action 21 Charleroi, mancando la final four per differenza reti.

## Rosa 2007/2008
| N° | Naz.               | Ruolo | Sportivo            | Anno       |  |  |
| -- | ------------------ | ----- | ------------------- | ---------- |  |  |
| -  | Polonia (bandiera) | -     | Krystian Brzenk     | -          |  |  |
| -  | Polonia (bandiera) | -     | Konrad Cebula       | -          |  |  |
| -  | Polonia (bandiera) | -     | Krzysztof Filipczak | -          |  |  |
| -  | Polonia (bandiera) | -     | Robert Gladczak     | -          |  |  |
| -  | Polonia (bandiera) | -     | Krzysztof Jasinski  | -          |  |  |
| -  | Polonia (bandiera) | -     | Krzysztof Kusia     | -          |  |  |
| -  | Polonia (bandiera) | -     | Tomasz Lesniak      | -          |  |  |
| -  | Polonia (bandiera) | -     | Krzysztof Marzec    | -          |  |  |
| -  | Polonia (bandiera) | -     | Miroslaw Miozga     | -          |  |  |
| -  | Polonia (bandiera) | -     | Piotr Powroznik     | -          |  |  |
| -  | Polonia (bandiera) | -     | Artur Rakowski      | -          |  |  |
| -  | Polonia (bandiera) | -     | Andrzej Szlapa      | -          |  |  |
| -  | Polonia (bandiera) | -     | Tomasz Ulfik        | -          |  |  |
| -  | Polonia (bandiera) | -     | Dariusz Wolanski    | -          |  |  |
|    | Polonia (bandiera) | -     | Gothard Kokott      | Allenatore |  |  |

## Palmarès
- Campionato polacco: 5
1999-00, 2000-01, 2001-02, 2005-06, 2006-07
- Coppa di Polonia: 4
2001, 2002, 2004, 2017
- Supercoppa di Polonia: 1
2007